# Edvardas Gudavičius
Edvardas Gudavičius (n. 6 septembrie 1929, Kaunas, Lituania – d. 27 ianuarie 2020, Vilnius, Lituania) a fost unul dintre cei mai cunoscuți istorici lituanieni specializat în istoria timpurie a Marelui Ducat al Lituaniei. În 1953, a absolvit Universitatea Tehnologică de la Kaunas cu o diplomă în inginerie. Gudavičius și-a început cariera ca mecanic la una din făbricile din Kaunas, dar în 1958 s-a mutat la Vilnius. În 1962, s-a înscris la Universitatea de la Vilnius dorind să obțină o diplomă în istorie. În 1991, a obținut titlul de profesor. Este membru deplin al Universității de Științe lituaniene.
Este cunoscut de public pentru munca sa cu Alfredas Bumblauskas la programul TV „Būtovės slėpiniai”, un talk show dedicat subiectelor de istorie lituaniană. Gudavičius este un contribuitor frecvent la numeroase lucrări de referință, inclusiv lucrarea de 20 de volume Visuotinė lietuvių enciklopedija. De asemenea, a publicat lucrări despre statui lituaniene.

## Disertații
- Procesul iobăgiei lituaniene și reflecția sa asupra Primei Statui în 1971.
- Lituania și războaiele sale baltice împotriva agresiunii germane în secolul XIII în 1989.

## Publicații
- Žymenys ir ženklai Lietuvoje XII-XX a., Vilnius, 1981, 131 p.
- Pirmasis Lietuvos Statutas (together with Stanislovas Lazutka), Vilnius, 1983, t. 1, d. 1: Paleografinė ir tekstologinė nuorašų analizė; Vilnius, 1985, t. 1, d. 2: Dzialinskio, Lauryno ir Ališavos nuorašų faksimilės; Vilnius, 1991, t. 2, d. 1: Tekstai senąja baltarusių, lotynų ir senąja lenkų kalbomis. ISBN 5-417-00548-7.
- Kryžiaus karai Pabaltijyje ir Lietuva XIII amžiuje, Vilnius, 1989, 192 p. ISBN 5-420-00241-8.
- Miestų atsiradimas Lietuvoje, Vilnius, 1991, 95 p. ISBN 5-420-00723-1.
- Mindaugas, Vilnius, 1998, 360 p. ISBN 9986-34-020-9.
- Lietuvos istorija. Nuo seniausių laikų iki 1569 metų, Vilnius, 1999, 664 p. ISBN 9986-39-112-1.
- ----, Vilnius, 2002, 116 p. ISBN  9955-445-55-6.
- Lietuvos europėjimo keliais: istorinės studijos, Vilnius, 2002, 384 p. ISBN 9955-445-42-4.
- Lietuvos akto promulgacijos kelias: nuo Vytauto kanceliarijos iki Lietuvos Metrikos, Vilnius, 2006, 80 p. ISBN 9986-19-913-1.

## Legături externe
- lt „Edvardas Gudavičius”. Facultatea de Istorie, Universitatea de la Vilnius. 30 mai 2003. Arhivat din original la 1 octombrie 2005. Accesat în 14 septembrie 2010.